# Vibrator
Vibrator är en teknisk anordning som alstrar vibration. Vibratorer används i bland annat mobiltelefoner, handkontroller till spelkonsoler och massage. I det sistnämnda fallet används vibratorn ofta som ett sexuellt hjälpmedel.
Den vanligaste vibratorkonstruktionen är en elmotor vid vars axel en asymmetrisk tyngd är fäst. När denna snurrar uppstår obalans och därmed vibrationer.

## Användning
Vibratorer används för att generera skakningar. Det kan vara användbart för att påkalla uppmärksamhet vid kontaktförsök via en mobiltelefon, som signalerande under datorspelsanvändning eller i samband med en anläggningsverksamhet (som att bättre packa en asfalts- eller betongbeläggning). Planvibrator och vägvibrator är två typer som används just i anläggningsverksamhet.
Vibratorer kan även användas i muskelavslappnande syfte – som massage av ömmande eller spända muskler – och sedan 1880-talet förekommer vibratorer som direkt eller indirekt ger sexuell stimulans. De marknadsfördes tidigt bland annat för att försöka bota kvinnor med "hysteriska" problem, och genom att appliceras på "hysteriska" kvinnors underliv, kunde man framkalla paroxysmer som i förlängningen gjorde den "hysteriska" kvinnan mindre "hysterisk". Först så småningom förstod läkarvetenskapen att det hela var resultatet av en sexuell stimulans. Under 1900-talet utvecklades denna form av vibrator i olika varianter (bland annat som stavvibrator) – se vidare vibrator (sexhjälpmedel).